# Vesime
Vesime – miejscowość i gmina we Włoszech, w regionie Piemont, w prowincji Asti.
Według danych na styczeń 2009 gminę zamieszkiwało 680 osób przy gęstości zaludnienia 50,6 os./1 km².